# سي محمد (تاوريرت)
سي محمد هو دُوَّار يقع بجماعة أقرمود، إقليم الصويرة، جهة مراكش آسفي في المملكة المغربية. ينتمي الدوّار لمشيخة تاوريرت التي تضم 7 دواوير. يقدر عدد سكانه بـ 765 نسمة حسب الإحصاء الرسمي للسكان والسكنى لسنة 2004.

## روابط خارجية
- البوابة الوطنية للجماعات الترابية نسخة محفوظة 12 مارس 2018 على موقع واي باك مشين.
- المندوبية السامية للتخطيط